# Big Bigger Biggest: Greatest Hits
Big Bigger Biggest: Greatest Hits è una raccolta del gruppo musicale statunitense Mr. Big, pubblicata nel 1996 dalla Atlantic Records.
L'album ha venduto oltre un milione di copie soltanto in Giappone.

## Tracce

### Edizione europea
1. Addicted to That Rush – 4:46
2. Rock & Roll Over – 3:48
3. Green-Tinted Sixties Mind – 3:31
4. To Be with You – 3:28
5. Just Take My Heart – 4:24
6. Daddy, Brother, Lover, Little Boy (The Electric Drill Song) – 3:56
7. Wild World – 3:29
8. Colorado Bulldog – 4:13
9. Promise Her the Moon – 4:06
10. Nothing but Love – 3:46
11. Take Cover – 4:39
12. Goin' Where the Wind Blows – 4:19
13. Seven Impossible Days – 2:38
14. Not One Night (inedito) – 3:38
15. Unnatural (inedito) – 3:22
16. Stay Together (inedito) – 3:35

### Edizione giapponese
1. Daddy, Brother, Lover, Little Boy (The Electric Drill Song) – 3:56
2. Take Cover – 4:39
3. Stay Together (inedito) – 3:35
4. Wild World – 3:29
5. Green-Tinted Sixties Mind – 3:31
6. Unnatural (inedito) – 3:22
7. Goin' Where the Wind Blows – 4:19
8. Not One Night (inedito) – 3:38
9. Rock & Roll Over – 3:48
10. Promise Her the Moon – 4:06
11. Seven Impossible Days – 2:38
12. Nothing but Love (live) – 4:04
13. Just Take My Heart – 4:24
14. Colorado Bulldog – 4:13
15. To Be with You – 3:28
16. Addicted to That Rush – 4:46
17. I Love You Japan (live) – 3:46

## Formazione
- Eric Martin – voce
- Paul Gilbert – chitarre, cori
- Billy Sheehan – basso, cori
- Pat Torpey – batteria, cori